# Colleiteiro

Dénomination d'origine de Galice

Un colleiteiro fait référence à un type concret de cave à vin en Galice, qui se caractérise par l’élaboration d’au maximum 600 hectolitres de vin par an à partir d’un raisin de son propre cru.
Le colleiteiro, figure traditionnelle de la vie rurale galicienne, a évolué quand il a été question d’élaborer ses vins en maintenant la tradition tout en la combinant avec les dernières avancées technologiques dans l’élaboration du vin. Dans la plupart des caves de colleiteiro, le propriétaire se charge lui-même du processus de production, du soin accordé aux vignes, en passant par l’élaboration du vin jusqu’à la mise en bouteille pour sa commercialisation.

## Caractéristiques
Un colleiteiro peut seulement produire du vin à partir d’un raisin de son propre cru, c’est pourquoi il ne peut acheter ni de raisin ni de vin en vrac pour augmenter sa production. Il ne peut pas produire plus de 600 hectolitres de vin par an et ne peut pas vendre son raisin ou son vin à d’autres caves ou le vendre mis en bouteille sous sa propre marque.

## Législation
Le décret 4/2007, du 18 janvier, qui régule les dénominations géographiques de qualité du secteur alimentaire et les indications pour cette régulation, publié dans le Journal Officiel de Galice du 29 janvier 2007  affirme que : « Dans les dénominations d'origine dans lesquelles il existe un recensement spécifique qui reprend les chiffres du colleiteiro en tant que petit producteur qui fait lui-même sa production, ceux-ci pourraient avoir une représentation propre et indépendante de celle des secteurs déterminés dans les paragraphes antérieurs sans que cela suggère une rupture de la parité, étant donné sa double condition de viticulteurs et de producteurs. Dans ce cas-là, les personnes qui récoltent ne voteront ni dans le recensement des viticulteurs ni dans celui des caves. »

## Le colleiteiro dans la D.O. Ribeiro
Actuellement seule la D.O Ribeiro, la plus ancienne de Galice, reconnaît la figure du colleiteiro dans ses statuts. Dans l’article 17, pt 1, Registre des Caves , il est dit que sont inscrites dans le registre des Caves toutes celles qui, situées dans la zone de production, réalisent une des activités de l'élaboration, du magasinage et/ou de la mise en bouteille des vins qui proviennent des vignes inscrites et qui peuvent se réclamer de la dénomination d'origine de Ribeiro. C'est pour cela qu'ils doivent remplir toutes les conditions qui sont stipulées par ce règlement. Dans ce registre, un sous-registre sera élaboré avec les caves des personnes qui récoltent, sous-entendu qui produisent moins de 600 hectolitres de vin par an, à partir de raisin de leur propre cru.
Dans la vendange de 2020 il y avait 56 colleiteiros inscrits dans la D.O Ribeiro .